# 妙大寺

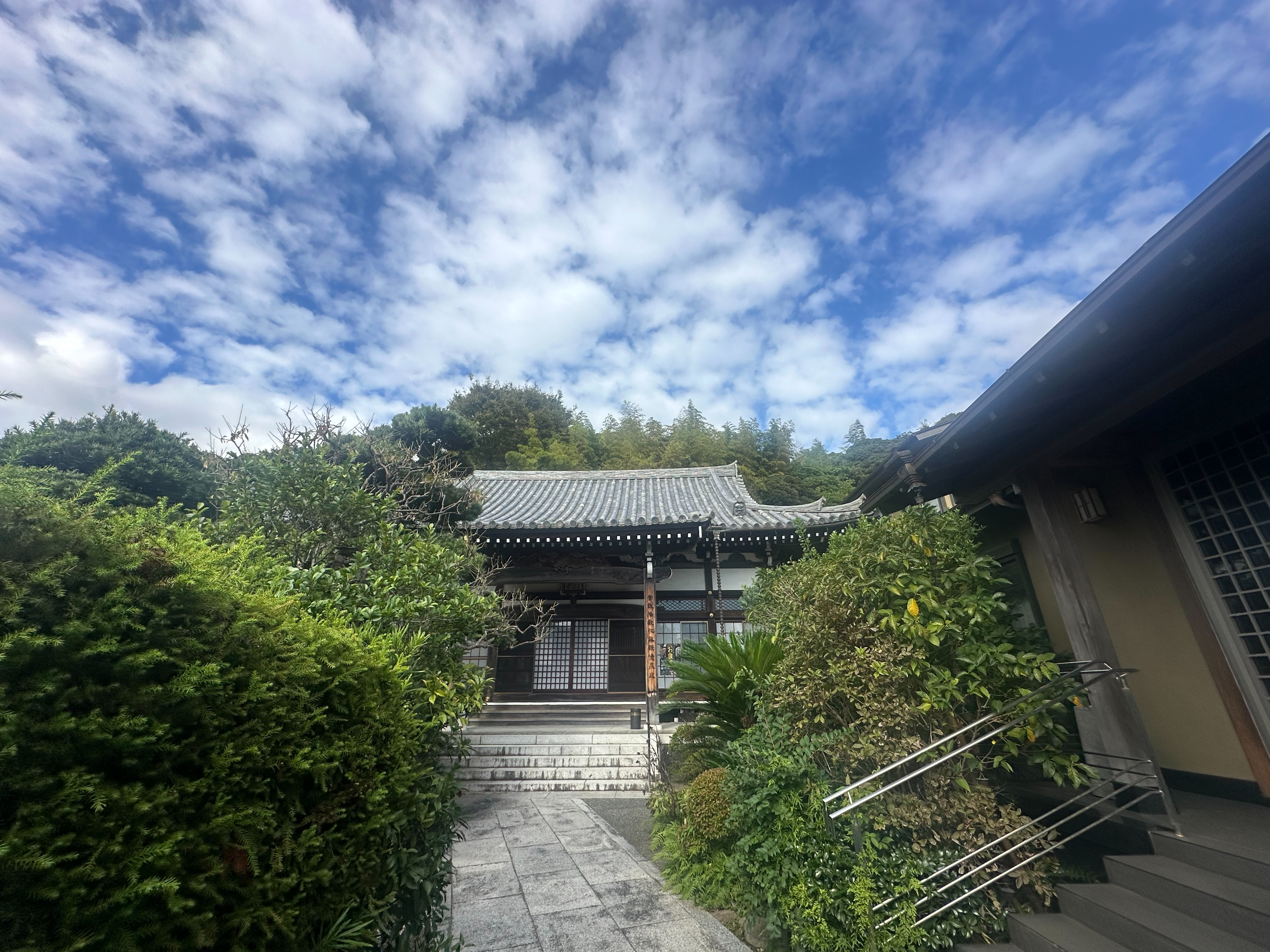
本堂

妙大寺（みょうだいじ）は、神奈川県中郡大磯町東小磯にある日蓮宗の寺院。山号は乗勝山。大磯海水浴場を開設した松本順（松本良順）の墓で知られる。旧本山は比企谷妙本寺。

## 歴史
寛正2年（1461年）、法性院日悟が開山した。2006年5月に開創550年大法要が行われた。

## 境内
- 本堂
- 客殿

### 埋葬されている人物
- 松本順（妙大寺の西側に別荘を建設し晩年を過ごした）
- 樋口季一郎（陸軍中将）
- 相良俊輔（「流氷の海 ある軍司令官の決断」の著者）
- 福田恆存（評論家）
- 林董（第21代外務大臣　松本順の実弟）

## 歴代
- 法性院日悟

## 参考資料
- 日蓮宗寺院大鑑編集委員会『宗祖第七百遠忌記念出版 日蓮宗寺院大鑑』大本山池上本門寺 (1981年)
- 『乗勝山妙大寺誌 開創五百五十年慶讃』妙大寺
- 『佛壽院日現聖人』池上本門寺霊宝殿
- 『大磯の寺と神社』摘み草の会
- 『大磯の人物』大磯町観光推進室
- 「二ノ宮庄 加宿東小磯村 妙大寺」『大日本地誌大系』 第37巻新編相模国風土記稿2巻之41村里部淘綾郡巻之3、雄山閣、1932年8月。NDLJP:1179210/165。

## 周辺寺院
- 妙輪寺
- 延台寺